# Ligny (België)
Ligny (Waals : Lignè) is een plaats en deelgemeente van de Belgische gemeente Sombreffe. Ligny ligt in de provincie Namen en was tot 1 januari 1977 een zelfstandige gemeente.
Ligny is bekend doordat Napoleon Bonaparte er zijn laatste veldslag won, de Slag bij Ligny op 16 juni 1815, twee dagen vóór de Slag bij Waterloo.

## Bezienswaardigheden
- het Ligny 1815 Museum: belicht de slag bij Ligny
- de Ferme d'en Haut, een voormalige banmolen die tijdens de veldslag enkele keren van bezetter wisselde
- het kanon Le Formidable, monument voor de herdenking van de 200e verjaardag van Napoleons geboorte

## Demografische ontwikkeling
- Bronnen:NIS, Opm:1831 tot en met 1970=volkstellingen, 1976= inwonersaantal op 31 december

## Galerij

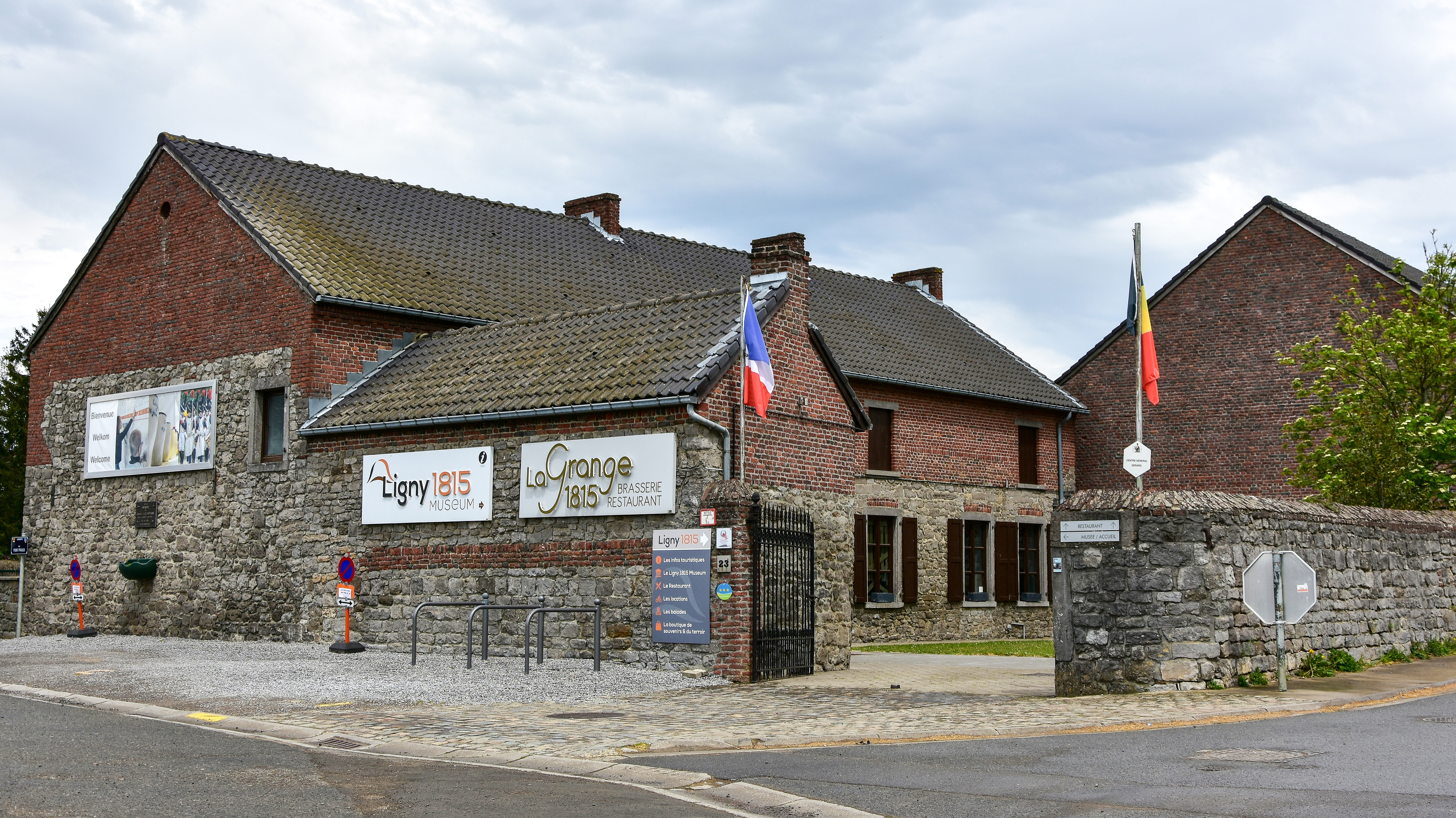
Ligny 1815 Museum
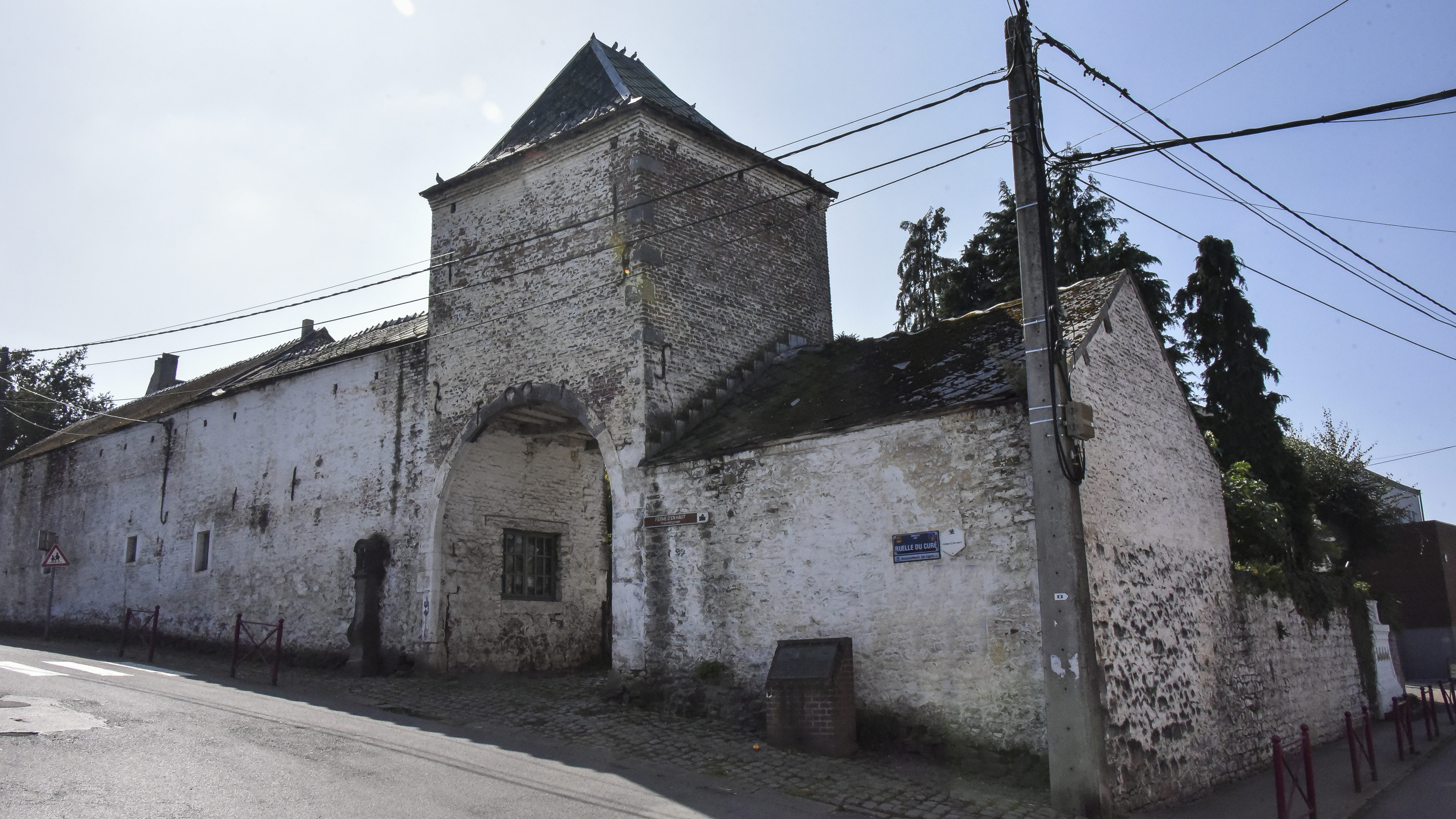
Ferme d'en Haut
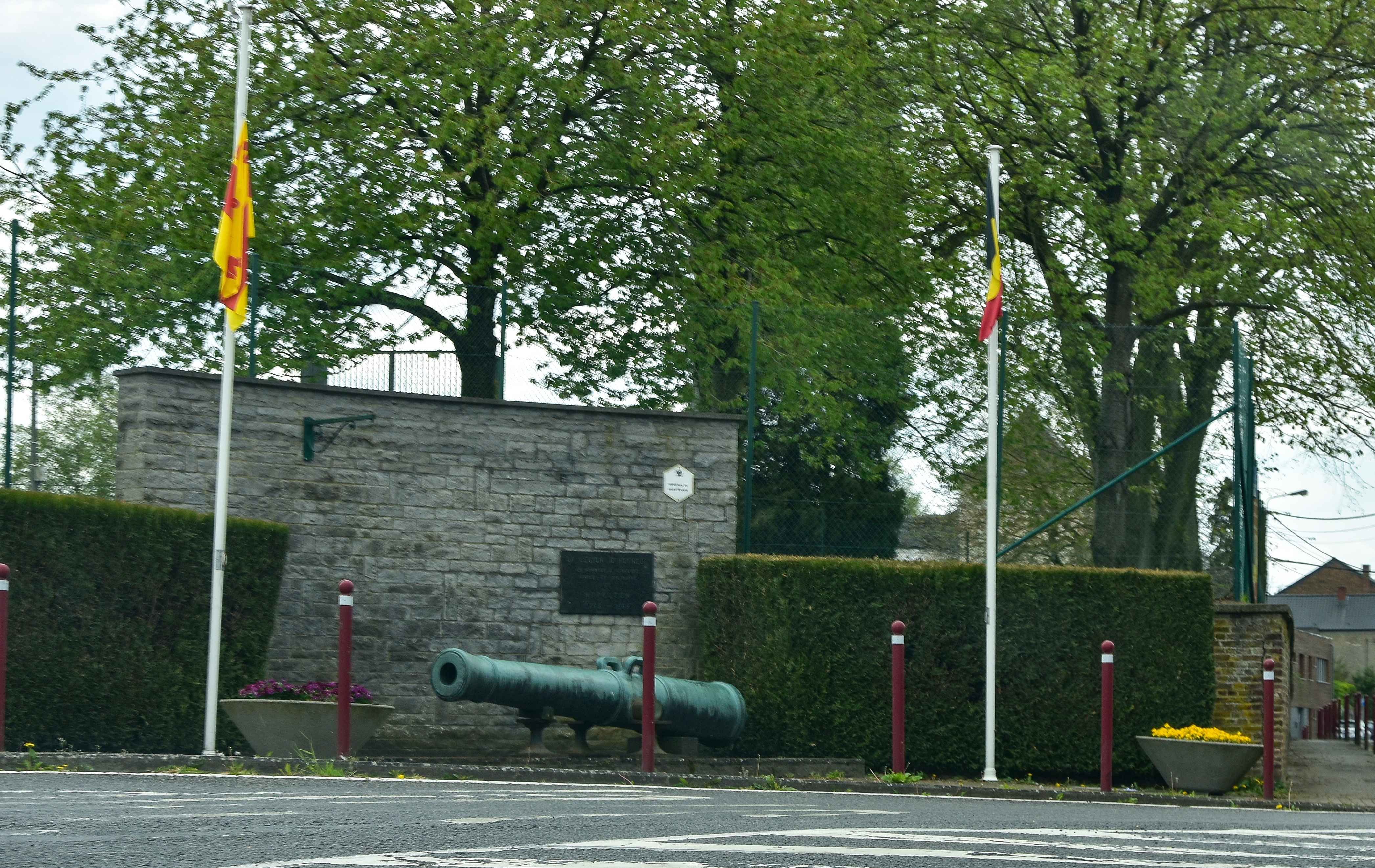
Le Formidable
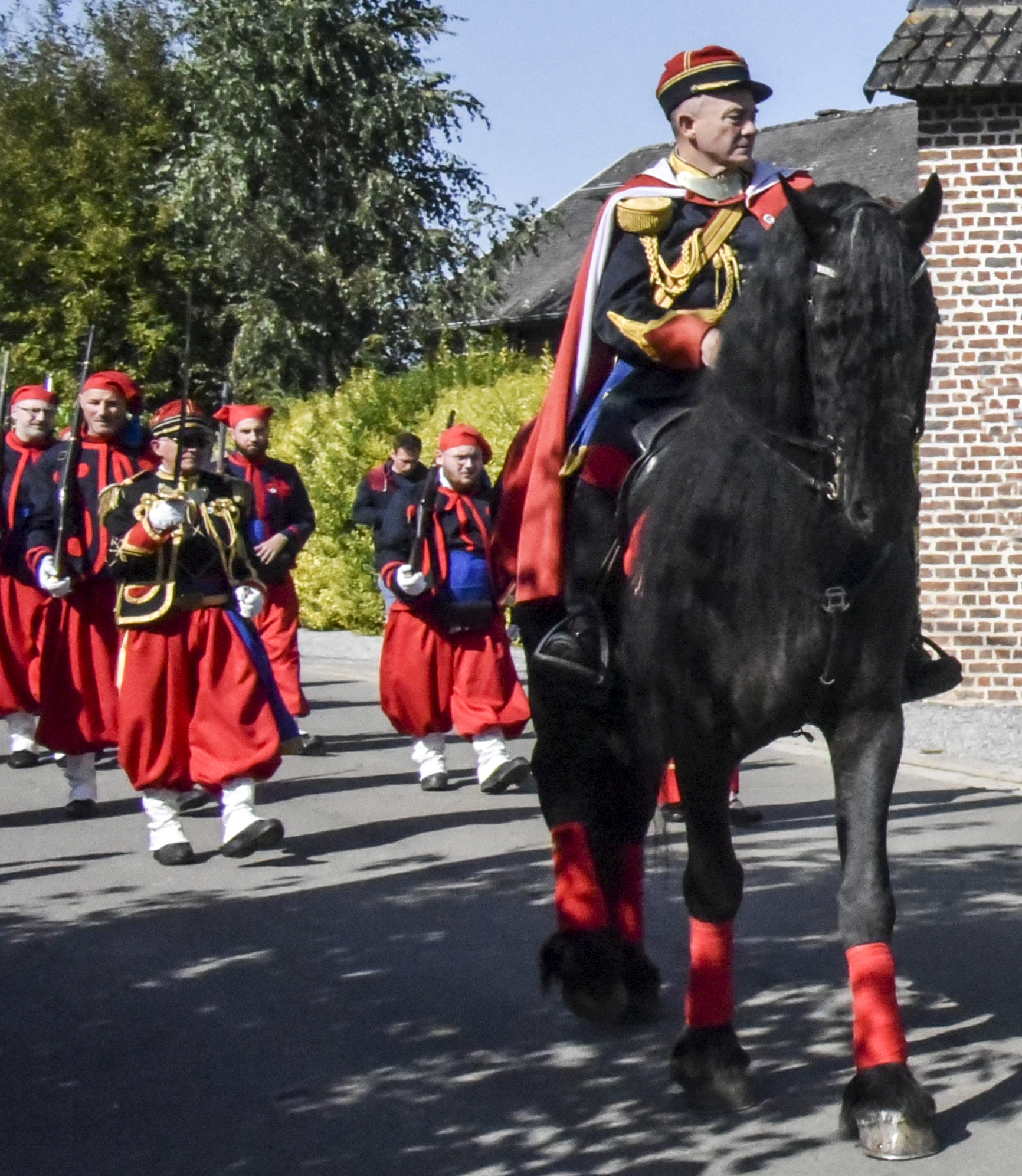
Marche de Saint-Lambert op 15 september 2024